# 党生活者
『党生活者』（とうせいかつしゃ）は小林多喜二の小説。作者没後の1933年、『中央公論』の4月号と5月号に発表された。

## あらすじ
東京にある「倉田工業」では、パラシュートやガスマスクの部品などの軍需品を作っていた。「私」は、そこに臨時工としてつとめながら、工場の中に党組織をつくろうとしていた。ある日「私」は太田という自分のことをよく知っている同志が検挙されたことを知り、工場に出ることができなくなる。そこで「私」は、運動に協力的だった女性、笠原と共同生活をしながら、工場に残った須山や伊藤などの同志とともに、工場の中で戦争反対の動きをつくろうとする。しかし笠原との生活にはきしみが生じるし、倉田工業のなかで戦争反対のビラをまくことに成功はしたが、須山も伊藤も工場を追われてしまう。そんな中でも「私」も含めたみんなはあたらしい運動の場をつくろうと努力を続けていく。

## 主要登場人物
- 佐々木安治　倉田工業に臨時工として潜入したオルグ
- 須山　第二工場の同志
- 伊藤ヨシ　活動的な女工
- 笠原　佐々木の活動に協力するタイピスト

## 発表までの過程
1932年3月、プロレタリア文化運動に対しての当局の弾圧を逃れ、多喜二は非公然活動を余儀なくされた。その中で多喜二はこの作品を書き、1932年8月には『中央公論』編集部に作品を届けることができた。しかし、発表は保留されていた。編集者あての手紙によれば当初は「失業者の家」という題名を考えていたが、その後「党生活者」と改めたという。1933年2月20日に多喜二が築地警察署における拷問の結果、死去したことをうけて、編集部と貴司山治、立野信之との協議の結果、『転換時代』という題名で発表されることとなった。
このとき、内容的にも伏字が多くなることが明らかであったため、伏字なしのゲラ刷りを複数作成し、保存を依頼することとした。その中の一人の徳永直の家には、『中央公論』編集部から直接自宅に届いたのだという。また、1933年秋には原稿による組版がおこなわれ、その紙型が保存された。

## 発表後の本文確定まで
雑誌発表後、1935年にナウカ社より刊行された『小林多喜二全集』第3巻にはじめて収録された。このとき、題名は「×生活者」とされたが、「党生活者」のタイトルでの無修正のゲラがつくられ、そのうち1部は貴司山治から中野重治に託された。「党生活者」というタイトルで公表できたのは、1946年5月、新興出版社から刊行されたものが初めてであった。その後、紙型から印刷した版も公開されたが、現在の全集版は徳永直に託された初出誌の校正刷りをもとにしている。

## 未完の作品
この作品は、（前編おわり）という結びになっている。そのために、作品中で描かれた、主人公と笠原との関係が、その後どのようになっていくかが描かれていない。書かれた部分における笠原との関係をめぐって、森山啓が以下のように問題提起をした。
「『笠原』という女性に対する『私』の便宜的な態度と男性活動家としての『一つの』専横とを肯定して描いている」それ以来、多くの論考が書かれている。

## 主な収録書籍
- 1949年『現代日本文学大系第42巻』河出書房

- 1950年『党生活者・独房』、2010年/改版 岩波文庫
- 1952年『現代日本名作選』(蟹工船・党生活者) 筑摩書房
- 1953年『蟹工船・党生活者』、2003年/改版 新潮文庫
- 1953年『小林多喜二全集 第7巻』青木書店
- 1953年『小林多喜二作品集 第3巻』創元社
- 1953年『昭和文学全集 第6巻』(小林多喜二・中野重治・徳永直集) 角川書店
- 1954年『蟹工船・党生活者』、1968年/改訂版、2008年/新装改版 角川文庫
- 1961年『日本文学全集第36巻』(小林多喜二・徳永直集) 新潮社
- 1968年『定本小林多喜二全集 第8巻』新日本出版社
- 1970年『日本の文学 第39巻』(葉山嘉樹・小林多喜二・徳永直) 中央公論社
- 1973年『蟹工船・党生活者』 講談社文庫
- 1974年『党生活者』新日本文庫